# 楊基銓

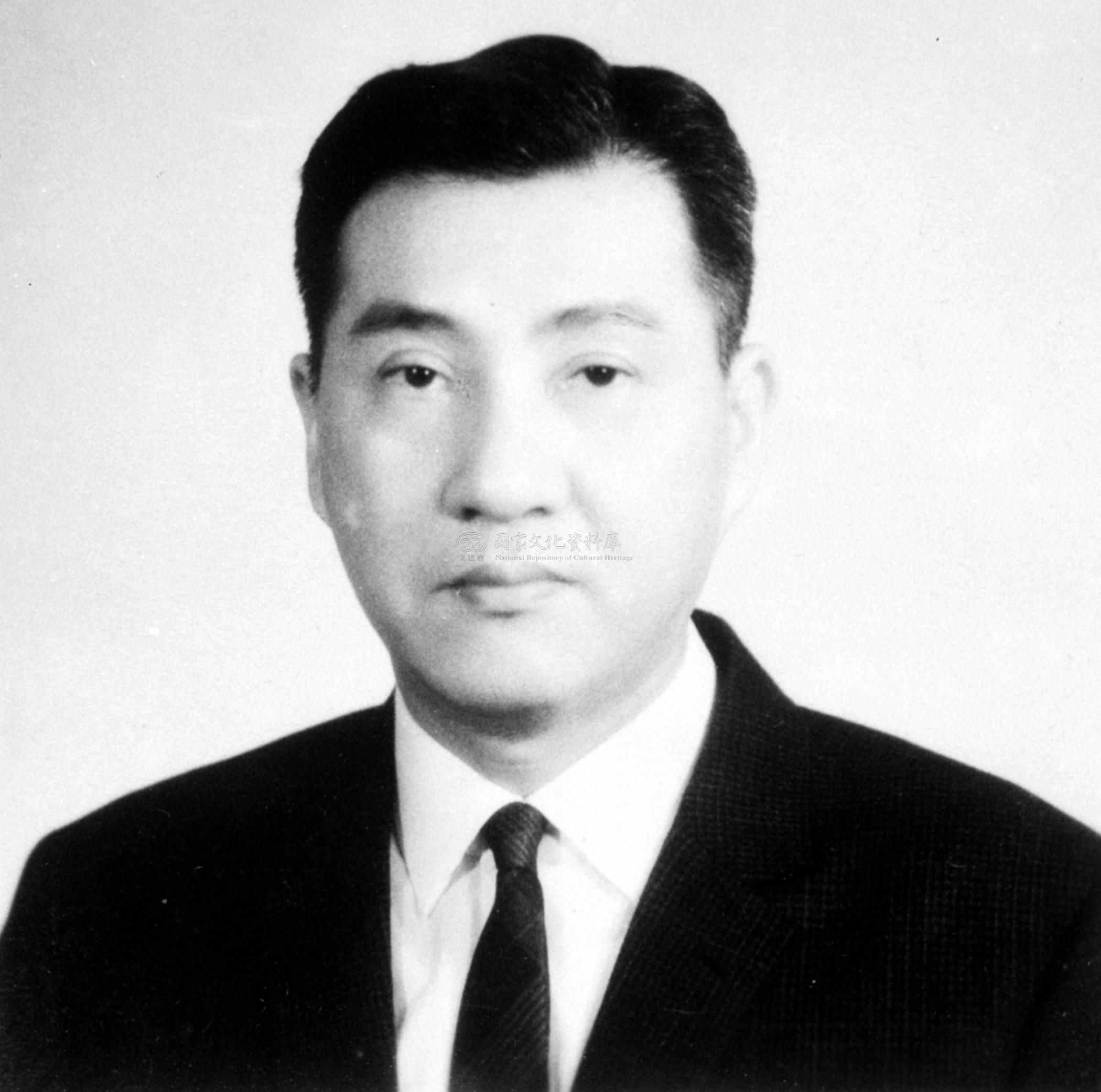
攝於1969年

楊基銓（1918年2月11日—2004年6月16日），經濟及金融官員。日治時期曾通過日本高等文官行政科考試優等及格、出任宜蘭郡守、臺灣總督府殖產局事務官、臺北州產業部商工課長，戰後曾任臺北市政府建設局、中華民國經濟部次長。皇民化運動時期曾改姓名為小柳基詮。出身臺中清水楊家，正七位 。

## 生平

### 早年生活
楊基銓的父親是楊緒景、母親是楊陳玉；楊基銓是夫妻倆四個子女中之長子。
後來，楊基銓以優異學業成績畢業於清水公學校，後考入臺中州立臺中第一中學校。就讀中學四年級時，他肄業越級考取臺北高等學校。
1937年，楊基銓前往日本，參與東京帝國大學入學考試，並以德文最高分錄取該校經濟學部商業學科。
1938年，楊基銓親眼目睹東京警視廳沒收在東京反對臺灣總督府實施「台灣米穀移出管理法令」的反對書刊；該書刊的發行者為吳三連、劉明電以及他的堂叔楊肇嘉。
1939年10月，楊基銓通過日本高等文官行政科考試優等及格。

### 官僚生涯
1940年，楊基銓於大學畢業後出任拓務省屬官，隨後旋轉任於臺灣總督府。
1941年，楊基銓出任宜蘭郡守；在任期間，他曾與日本籍宜蘭市長抗爭，也曾撤換一位日本籍巡查部長。
1942年8月起，楊基銓轉任臺灣總督府事務官，歷任殖產局農務課係長。昭和十八年（1943年）12月奉命轉任回臺北州，出任臺北州產業部商工課長、工礦課長。當時為高等官六等、正七位。在商工課長時期結婚。
1944年3月，楊基銓與臺南出生劉秀華結婚，兩人是由楊氏的東大前輩郭秋煌（後來任台灣省議會議員）等人引薦而認識，並由林茂生擔任證婚人。劉秀華來自臺南，台南仕紳劉瑞山五女，為虔誠基督徒，畢業於臺南州立第一高女及日本女子大學，並曾在東京參加矢內原忠雄所開設的聖經班。
1945年8月，楊基銓負責代表臺灣總督府接待前往辦理接收事務的國民政府官員。此後，他先後出任臺北市政府秘書、臺灣省行政長官公署財政局財產課長兼任秘書。
二二八事件發生後，楊基銓精神陷入緊張恐懼之中。
1947年6月，楊基銓應臺灣省政府農林廳廳長徐慶鐘邀請到該廳水產科服務。
1952年，楊基銓報名赴美進修考試。楊基銓報考水產部門及格。與工程部門錄取的高玉樹、公共衛生部門錄取的許子秋、農業經濟部門的李登輝等三十六位臺灣籍青年獲美國經濟合作總署招募選取前往美國進修；隨後，他在美國實習「水產行政」一年，並自該國漁業政策中獲得啟發。在美國期間，楊基銓曾與高玉樹在華府同住兩個月，:231得知高玉樹打算參選下屆市長選舉，並希望楊基銓協助他推行市政。:232返台時楊基銓與高玉樹同在東京下機過。
返回臺灣後，楊基銓改任臺灣省政府參議，又隨即兼任漁增會專門委員及漁業指導聯絡小組組長，後又兼任安全分署技正，再轉任中國農村復興聯合委員會技正；在這十七年間，他曾參與負責漁業統計、擬定漁業四年計劃、推動遠洋鮪釣漁業、發展巾著網漁業、計劃產銷、推行魚市場現代化、考察海外基地、組織赴菲親善訪問團、參加台、日、韓漁業懇談會等，並受新加坡、西薩摩亞等國聘為短期漁業顧問。
1959年，原抱持無神論者態度的楊基銓在其妻劉秀華引領下，於臺北市召會受浸。
1969年1月，楊基銓應時任臺北市長的高玉樹邀請，出任臺北市政府建設局局長；在三年半任期內，他推動改善工商登記、開放公車民營、加強市場興建及管理、推行不二價運動等。
1972年，楊基銓應中華民國經濟部長孫運璿邀請，出任該部常務次長，主管農業及漁業經濟事務；隨後，他在臺灣漁業面臨來自能源危機與經濟海域方面等衝擊時，一面主導船隻燃油費用補貼，一面與美國、南非等國簽訂漁業協定。此外，他更在經濟部常務次長七年又兩個月任期內，多次代表中華民國政府訪問各國及出席國際會議，並獲得美國國際合作總署技術協力局頒發感謝狀，也獲多明尼加共和國頒贈勳章。
1979年8月，楊基銓轉任臺灣土地銀行董事長，並在上任時強調「土地銀行要成為最好的銀行，不一定要做最大的銀行」；其後，他曾二度受邀拜訪日本相關單位。
1984年9月，楊基銓轉任華南銀行董事長；該行在他三年多任期內存放款、外匯及盈餘皆位居當時臺灣三大商業銀行中的首位。

### 退休及病逝
1988年3月1日，楊基銓正式宣布退休，離開長達四十八年的公務生涯。 
此後，楊基銓曾擔任中華民國軟式網球協會、OISCA中華民國總會等民間團體的理事長，也曾出任國泰信託公司以及慶豐商業銀行的副董事長等職位，並成立財團法人國際文化基金會。
2000年，陳水扁在就任第10任中華民國總統後禮聘楊基銓為總統府國策顧問。
2004年4月初，楊基銓在偕同劉秀華前往日本參加臺北高校同學會後腹部開始常感不適，後於臺大醫院檢查發現肝臟長有惡性腫瘤，且癌細胞擴散日益嚴重。
2004年6月16日22時17分，楊基銓病逝於臺大醫院病房。

## 語錄
- 「我無法親眼看到台灣建國了，您們務必要繼續努力喔！」

- 「感謝主，一生最大的福氣是賜給我一位姐妹，由她帶領我及我的全家、親戚朋友認識主。我在祈禱中提起此事，並且想要寫一篇文章表達我的心意。」

- 「我突然想到今天是秀華的生日，我沒有大聲祝賀，卻是心中默默感謝。」
- 「我想看我的太太」[2]

## 著作
- 《楊基銓回憶錄》[9][10]

## 評價
- 高玉樹：「楊基銓是君子。」
- 孫運璿：「楊基銓真是好人。」
- 某長官及某部屬：「先生嚴中有慈，威中有恩。」 [2]

## 家庭
楊基銓與劉秀華育有一子楊平生；楊平生後畢業於建國中學，並獲保送國立臺灣大學物理學系，後留學加州大學，復任職於IBM公司，與其妻珊迪（Sandy）育有一子四女，並定居南加州。

## 家族
- 楊肇嘉：堂叔，政治運動者。[2]

## 外部鏈結
- 楊基銓 - 臺灣總督府職員錄系統 （页面存档备份，存于）

| 前任： 真藤雅省 | 宜蘭郡郡守 1941年－1942年 | 繼任： 安井勇次 |